# Сборная Лесото по футболу (до 20 лет)
Сборная Лесото по футболу до 20 лет — национальная команда, представляющая Лесото в своей возрастной категории. Управляющей организацией является Футбольная ассоциация Лесото, имеющая членство в ФИФА, КАФ и КОСАФА. Футболисты из Лесото в возрасте 20 лет и младше имеют трижды участвовали в Кубке африканских наций и трижды становились вице-чемпионами КОСАФА.

## История
Впервые сборная Лесото до 20 лет выступила на международном уровне в рамках предварительного раунда чемпионата Африки 1989 года, где по сумме двух матчей уступила будущему победителю турнира команде Нигерии. В основном этапе Кубка африканских наций Лесото участвовало трижды (1989, 2005, 2011), но дальше группового раунда команда не проходила.
На чемпионате КОСАФА Лесото три раза завоёвывало серебряные (1990, 2005, 2017) и один раз — бронзовые (1995) медали турнира. По итогам турнира 2017 года награду лучшего вратаря получил лесотец Монахенг Рамалефане.
Главным тренером с 2008 по 2015 год являлся Мозес Малиехе. В 2019 году Лесото тренировал Боб Мафосо. С июня 2024 года команду возглавляет Халемакал Махлаха.

## Достижения
- Вице-чемпион КОСАФА (до 20 лет): 1990, 2005, 2017

## Результаты выступлений
| Кубок африканских наций (до 20 лет) | Кубок африканских наций (до 20 лет) | Кубок африканских наций (до 20 лет) | Кубок африканских наций (до 20 лет) | Кубок африканских наций (до 20 лет) |
| Год                                 | Результат                           |                                     | Год                                 | Результат                           |
| ----------------------------------- | ----------------------------------- | ----------------------------------- | ----------------------------------- | ----------------------------------- |
| 1979                                | не участвовала                      | 2003                                | не участвовала                      |                                     |
| 1981                                | не участвовала                      | 2005                                | групповой этап                      |                                     |
| 1983                                | не участвовала                      | 2007                                | не прошла квал.                     |                                     |
| 1985                                | не участвовала                      | 2009                                | не прошла квал.                     |                                     |
| 1987                                | не участвовала                      | 2011                                | групповой этап                      |                                     |
| 1989                                | второй раунд                        | 2013                                | снялась                             |                                     |
| 1991                                | не прошла квал.                     | 2015                                | снялась                             |                                     |
| 1993                                | не участвовала                      | 2017                                | не прошла квал.                     |                                     |
| 1995                                | не прошла квал.                     | 2019                                | не участвовала                      |                                     |
| 1997                                | не участвовала                      | 2021                                | не прошла квал.                     |                                     |
| 1999                                | не прошла квал.                     | 2023                                | не прошла квал.                     |                                     |
| 2001                                | не прошла квал.                     | 2025                                | не прошла квал.                     |                                     |